# Pimpinella schlechteri
Pimpinella schlechteri är en flockblommig växtart som beskrevs av H.Wolff. Pimpinella schlechteri ingår i släktet bockrötter, och familjen flockblommiga växter. Inga underarter finns listade i Catalogue of Life.